# Acco super buldožer
Acco super buldožer je bil največji buldožer kdajkoli zgrajen. Zgradili so ga v Italiji pri podjetju ACCO. Pri gradnji so večinoma uporabljali Caterpillarove dele. Gros teža je bila 183 ton, poganjala sta ga dva 675 konjska dizelska motorja (skupaj 1350 KM). Dolg je bil 12 metrov, razpon rezila je bil 7 metrov.
Buldožer naj bi izvozili v Libijo za gradbena dela, vendar zaradi sankcij Združenih narodov proti Libiji zaradi terorizma do tega ni prišlo. Buldožerja niso nikoli uporabljali.